# Transgresie marină

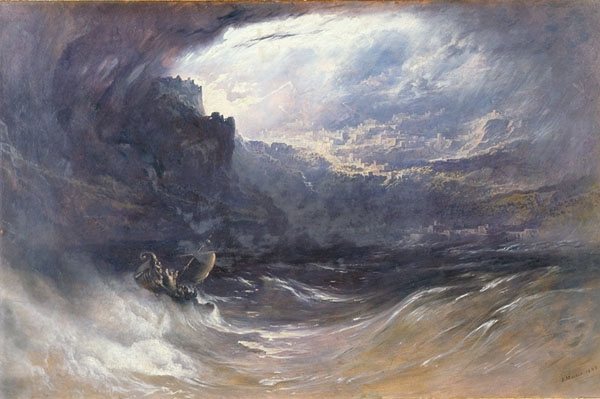
Pictură de John Martin, The Deluge, 1834.

În geologie, o transgresie marină este invadarea continentelor de către mare fie datorită scufundării uscatului, fie datorită creșterii generale a nivelului Oceanului planetar.